# 台风韦帕 (2007年)
| 太平洋颱風季             |
| 主題頁 - 專題 - 編輯指南 |

颱風韋帕 （英語：Typhoon Wipha，國際編號：0712，聯合颱風警報中心：13W，菲律賓大氣地球物理和天文管理局：Goring）是2007年太平洋颱風季的一個熱帶氣旋。「韦帕」是泰国提供的台风名称，是当地常见的女子名。

## 路徑
韋帕於9月15日在沖繩島東南約880公里發展成為一個熱帶低氣壓，初時向西北偏西移動。韋帕於翌日早上增強為熱帶風暴，晚上進一步增強為強烈熱帶風暴，並於9月17日增強為颱風。
9月18日早上7時半，韋帕於日本沖繩縣八重山郡西表島登陸，並轉向西北移動及當日傍晚在台灣以北掠過。
9月19日凌晨，韋帕在浙江蒼南县附近登陸。於當日早上減弱為強烈熱帶風暴並轉向北移動，並於當日下午進一步減弱為熱帶風暴。9月20日，在黃海變成一個溫帶氣旋。

## 影響

### 臺灣
當地發佈颱風最高信號：陸上颱風警報海上颱風警報
韋帕在台灣造成1人死亡及另1人受傷，8,000個家庭供電中斷。臺灣的新竹縣白蘭測得累積760毫米的雨量

### 中国

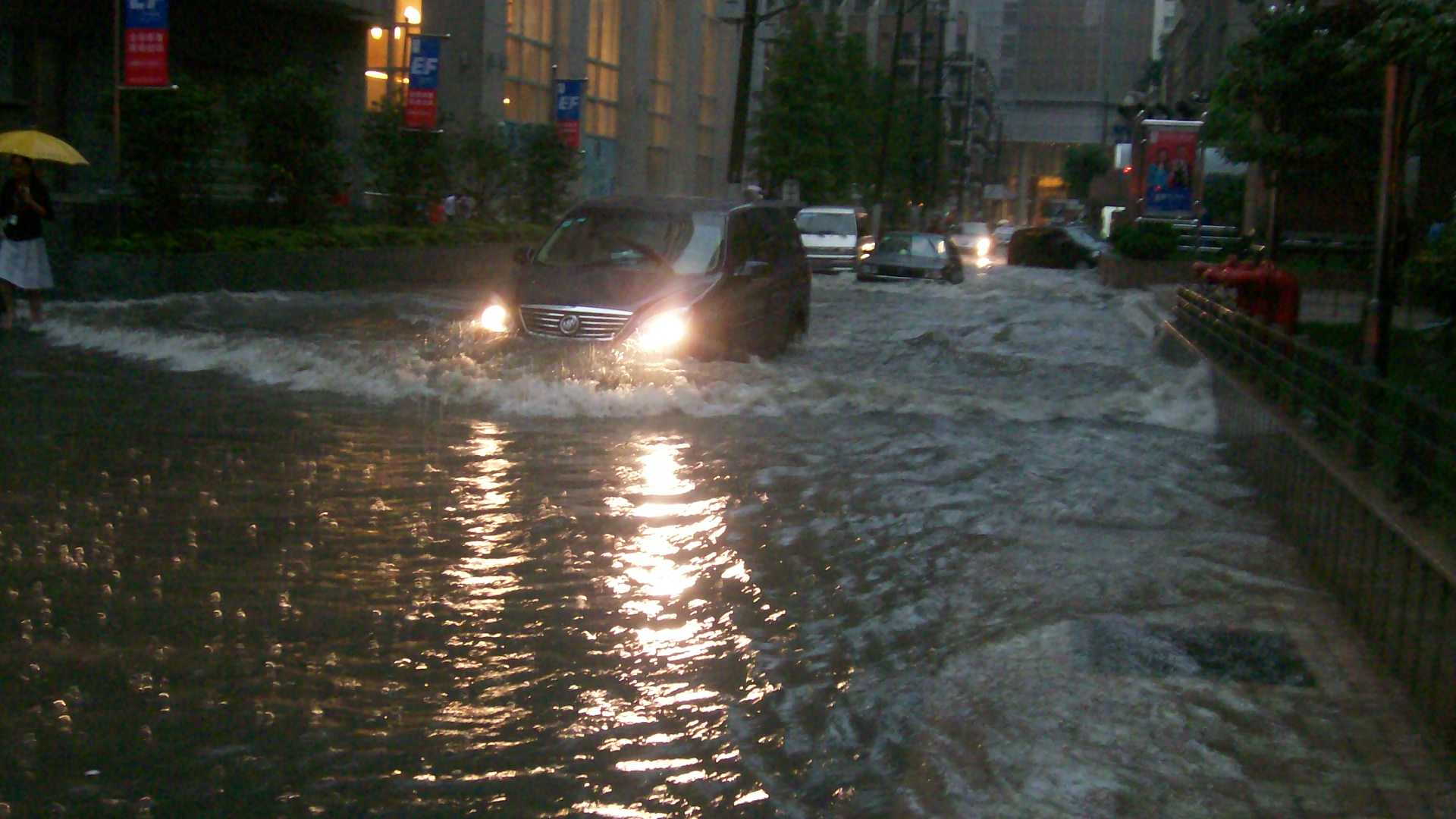
韋帕吹襲後上海市水浸的情況

韋帕在浙江、福建及江蘇造成嚴重破壞，最少有5人死亡、3人受傷，緊急轉移安置268萬多人，倒塌房屋9,600餘間、損壞房屋42,000間，因災直接經濟損失66億多元人民幣。也使得女足世界杯部分比賽推遲進行

## 熱帶氣旋警告使用紀錄

### 台灣
| 交通部中央氣象局 颱風警報 | 交通部中央氣象局 颱風警報 | 交通部中央氣象局 颱風警報 |
| ------------------------- | ------------------------- | ------------------------- |
| 上一熱帶氣旋              | 海上颱風警報              | 下一熱帶氣旋              |
| 強烈颱風聖帕              | 海上颱風警報              | 強烈颱風柯羅莎            |
| 強烈颱風聖帕              | 陸上颱風警報              | 強烈颱風柯羅莎            |

## 外部連結
- （英文）https://web.archive.org/web/20090826230250/http://metocph.nmci.navy.mil/jtwc.php 聯合颱風警報中心首頁
- （日語）http://www.jma.go.jp/jma/index.html（页面存档备份，存于） 日本氣象廳首頁
- （繁體中文）http://www.cwb.gov.tw（页面存档备份，存于） 中央氣象局首頁
- （英文）http://www.pagasa.dost.gov.ph/（页面存档备份，存于） 菲律賓大氣地球物理和天文管理局首頁